# Chorizanthe spinosa
Chorizanthe spinosa S.Watson – gatunek rośliny z rodziny rdestowatych (Polygonaceae Juss.). Występuje naturalnie w południowo-zachodnich Stanach Zjednoczonych – w Kalifornii, w zachodniej części pustyni Mojave. 

## Morfologia
PokrójRoślina jednoroczna dorastająca do 5–80 cm wysokości. Pędy są kolczaste, wyprostowane, luźno rozgałęzione u podstawy.
LiścieBlaszka liściowa liści odziomkowych jest omszona od spodu i ma kształt od owalnego do łyżeczkowatego. Mierzy 5–15 mm długości oraz 5–10 mm szerokości. Ogonek liściowy jest owłosiony i osiąga 5–20 mm długości.
KwiatyZebrane w wierzchotki jednoramienne, rozwijają się na szczytach pędów. Okwiat jest nagi, ma obły kształt i białą barwę, mierzy do 3–4 mm długości. Zalążnia jest górna. Pręcików jest 9, są przymocowane do podstawy okwiatu.
OwoceNiełupki o kulistym kształcie i czarnej barwie, osiągają 2–3 mm długości.

## Biologia i ekologia
Rośnie na pustyniach oraz w zaroślach, na glebach piaszczystych i żwirowych. Występuje na wysokości od 600 do 1300 m n.p.m. Kwitnie od kwietnia do lipca. 

## Ochrona
Chorizanthe spinosa posiada status gatunku narażonego. Jego zasięg występowania zajmuje obszar o powierzchni około 65 tys. km².